# Муньос, Мануэль
Мануэль Муньос (1730 — 27 июля 1798) — испанский военный и политик, полковник и губернатор Техаса в период с 1790 по 1798 год.

## Ранняя жизнь
Муньос родился в 1730 году, вероятно, в Матаморосе, городе Кастилии, Испания. В юности он вступил в Королевскую испанскую армию, где дослужился до капитана. В 1759 году Мануэль временно поселился в Техасе в качестве первого командира «Президио дель Норте». Вскоре после этого, в 1760 году, Президио подвергся нападению апачей, но Муньос помог отразить нападение. Позднее, в 1775 году, он участвовал в войне между войсками полковника Уго О’Конора и американскими индейцами, командуя войсками Нуэва-Виская. Благодаря своему руководству во время войны Муньос был назначен подполковником в 1777 году. В 1770-х и 1780-х годах Муньос работал на нескольких «постах» в районе Рио-Гранде, «вел переговоры» с одним из племен апачей (в частности, с мескалеро) и провел несколько военных кампаний против коренных американцев приграничья, ранее отказавшихся от христианской веры.

## Губернатор Техаса
В 1790 году Мануэль Муньос стал губернатором Техаса. В 1792 году Муньос исполнял обязанности губернатора, в то время как граф Сьерра исследовал его управление. Год спустя Муньос секуляризовал миссию Сан-Антонио-де-Валеро, а в 1792 году он также выполнил указ о «частичной секуляризации», направленный на другие четыре испанские миссии, которые были выполнены в Сан-Антонио.
Муньос контролировал торговлю между поселенцами и коренными американцами и расследовал незаконную торговлю между испанцами и французами Луизианы, которая существовала до его срока. Кроме того, он регулировал работу американских индейцев в их работе над церквями и жилищами священников и объявил, что эти работы могут выполняться только с разрешения генерал-командующего. Он также «проверил счета миссии и президио».
Коренные американцы получили большую автономию: Мануэль Муньос превратил коренных американцев, принявших христианскую религию, в независимых владельцев земель, нарушив социальную структуру, основанную на расе, установленную испанцами. Кроме того, священное служение было единственным учреждением, в котором миссионеры могли работать «и размещать общее имущество миссионерских индейцев». Это имущество контролировалось властями, либо алькальдом, испанским политическим деятелем, управлявшим испанскими муниципалитетами, либо правосудием. В 1793 году была основана миссия Рефухио.
В 1795 году Муньос дослужился до чина полковника испанской армии. Корона приказала ему избегать въезда людей из тогдашних Соединенных Штатов (восток современных Соединенных Штатов) в Техас. Они считали, что правительство Соединенных Штатов хотело отправить людей в Техас, чтобы поднять восстание против правительства.
Однако в 1796 году Муньос заболел и попросил у испанского короля Карла IV разрешения уйти с поста губернатора. Пока Муньос ждал решения короля, Хуан Батиста Эльгесабаль был выбран, чтобы помочь Муньосу. В январе 1797 года Муньос получил известие о том, что губернатор Коауилы (в современной Мексике) Мануэль Антонио Кордеро-и-Бустаманте был избран королем вместо него. Однако в тот момент Бустаманте командовал войной против апачей и не мог выполнять свои обязанности губернатора, поэтому Муньос продолжал управлять Техасом «до дальнейшего уведомления» . В марте того же года Кордеро отправил ему письмо, в котором говорилось, что он назначен вице-губернатором Нуэво Сантандера, и поэтому он не мог управлять Техасом . Наконец, через полтора года, в июне 1798 года, Хосе Иригойен получил должность временного губернатора, но и служить не мог. Эльгесабаль, наконец, занял позицию. Муньос умер 27 июля 1798 года в Сан-Антонио.

## Личная жизнь
Муньос женился на Марии Гертрудис дель Чипиран, которая также была из Кастилии.